# La llegenda del drac trencaossos
La llegenda del drac trencaossos (títol original en anglès, Legend of the Boneknapper Dragon) és un curtmetratge animat de DreamWorks Animation, que és una seqüela de la pel·lícula Com ensinistrar un drac. S'ha doblat al català pel canal Super3.
La pel·lícula va ser emesa originalment a la televisió el 14 d'octubre de 2010 a Cartoon Network, i es va estrenar com a part de l'edició dels dos discos DVD de la pel·lícula original el 15 d'octubre de 2010.